# Enrique Delgado (Bischof)

Bischofswappen von Enrique Delgado

Enrique Delgado (* 26. Dezember 1955 in Lima, Peru) ist ein peruanischer Geistlicher und römisch-katholischer Weihbischof in Miami.

## Leben
Enrique Delgado studierte zunächst an der Universität Lima und erwarb 1982 einen Mastergrad im Fach Finance and Accounting. Anschließend arbeitete er als Manager in Lima. Im Jahr 1991 ging er als Seminarist des Erzbistums Miami in die Vereinigten Staaten. Er studierte in Miami und Boynton Beach und empfing am 29. Juni 1996 das Sakrament der Priesterweihe.
Nach der Priesterweihe war er als Kaplan in Key Biscayne und Hollywood tätig. Später war er Pfarrer in Key Largo und seit 2010 in Weston. Im Jahr 2015 wurde er an der St. Thomas University in Miami Gardens zum Doktor der Theologie promoviert.
Am 12. Oktober 2017 ernannte ihn Papst Franziskus zum Titularbischof von Aquae Novae in Proconsulari und zum Weihbischof in Miami. Die Bischofsweihe spendete ihm der Erzbischof von Miami, Thomas Wenski, am 7. Dezember desselben Jahres. Mitkonsekratoren waren der Bischof von Saint Augustine, Felipe de Jesús Estévez, und der Bischof von Orlando, John Gerard Noonan. Delgado ist der erste Peruaner, der in den Vereinigten Staaten als Bischof tätig ist.